# Наро-Фоминський міський округ
Наро-Фомінський район — муніципальне утворення і адміністративно-територіальна одиниця на південному заході Московської області, Росії.
Адміністративний центр — місто Наро-Фомінськ

## Географія
Площа району — 154 744 га. Північно-східна межа проходить за 23 км від МКАД. Південно-західна — за 110 км і межує з Калузькою областю.
Район межує:
- Із заходу — з Можайським районом Московської області
- З півночі — з Одинцовським і Рузьким районами Московської області
- На північному сході — з міським округом Краснознаменськ Московської області
- На сході — з Новомосковським і Троїцьким округами Москви
- На півдні — з Калузькою областю.

Також в районі є два анклави: з усіх боків територія району оточує:
- Міський округ Молодіжний
- Поселення Мачихіна, що відноситься до поселенню Київський Троїцького округу Москви.

У районі три міста — Апрелєвка, Верея і Наро-Фомінськ і два смт — Калінінець і Селятин.

## Інфраструктура
Через територію району проходять: з північного сходу на південний захід автомобільна дорога федерального значення Автомагістраль «Україна»М3 Москва — Київ і паралельно їй — залізниця Москва-Київ; від західної межі району — залізниця (Смоленський напрямок МЗ) і автомагістраль «Білорусь» М1 Москва — Мінськ; за 60 км від Москви — ділянка Великого кільця МЗ, та за 50 км — Московська кільцева автомобільна дорога.
Загальна протяжність федеральних доріг на території району — 160 км. Сільських асфальтованих — 600 км (по цій позиції район посідає третє місце в області), міських — 165 км.

## Пам'ятки
- Садиба Петровське князів Мещерських, побудована за проектом М. Ф. Казакова.
- Церква Миколи Чудотворця в селі Кам'янське, побудована в XIV ст.
- Вишгород на Протві
- Садиба Спас-Косиці
- Троїце-Одигітриєвська Зосімова Пустинь
- Садиба «Любанова»
- Дмитрівська церква в Дуброво